# New River Gorge Bridge

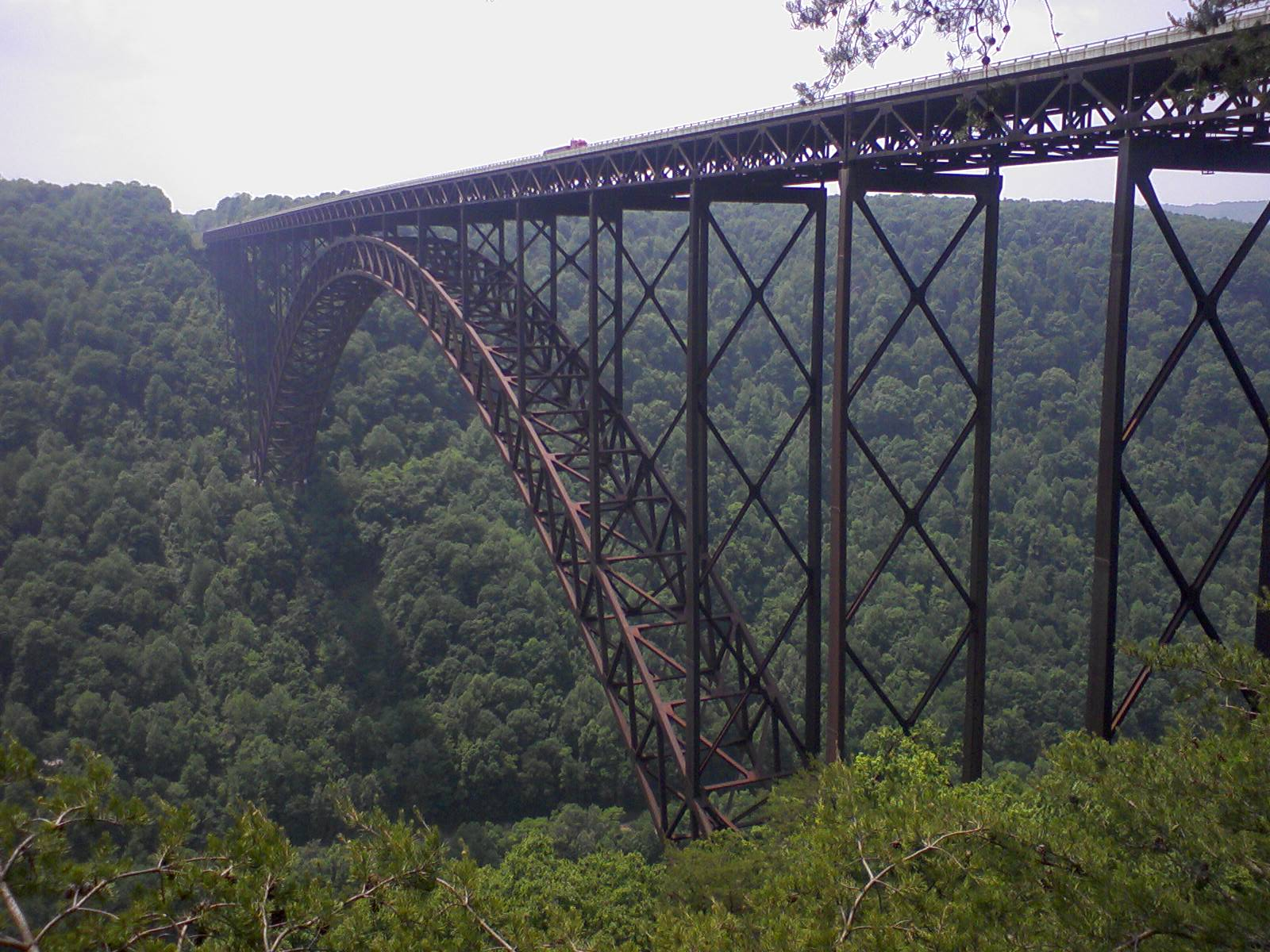
New River Gorge Bridge

De New River Gorge Bridge is een stalen boogbrug nabij Fayetteville in de Amerikaanse staat West Virginia, die met een lengte van 924 meter en een spanwijdte van 518 meter de op vier na langste boogbrug ter wereld vormt, na de Derde Pingnanbrug, de Chaotianmenbrug, de Lupubrug en de Bosidengbrug (alle in China). 
De boog strekt zich uit over een lengte van 518 meter over de New River en de CSX-spoorweg. De New River Gorge Bridge vormt onderdeel van de U.S. Route 19 en wordt dagelijks door ongeveer 17.000 motorvoertuigen gepasseerd.
De brug is ontworpen door het bedrijf Michael Baker Company, onder leiding van hoofdingenieur Clarence V. Knudsen. De bouw door de American Bridge-afdeling van het bedrijf U.S. Steel begon in juni 1974 en op 22 oktober 1977 werd de brug voltooid. De brug kostte uiteindelijk 37 miljoen dollar, waarmee het oorspronkelijke budget met 4 miljoen werd overschreden. De New River Gorge Bridge is gebouwd van cortenstaal, hetgeen bij de bouw verschillende uitdagingen opleverde. Onder andere moest men ervan verzekerd zijn dat de laspunten met dezelfde snelheid zouden verweren als de rest van het staal.

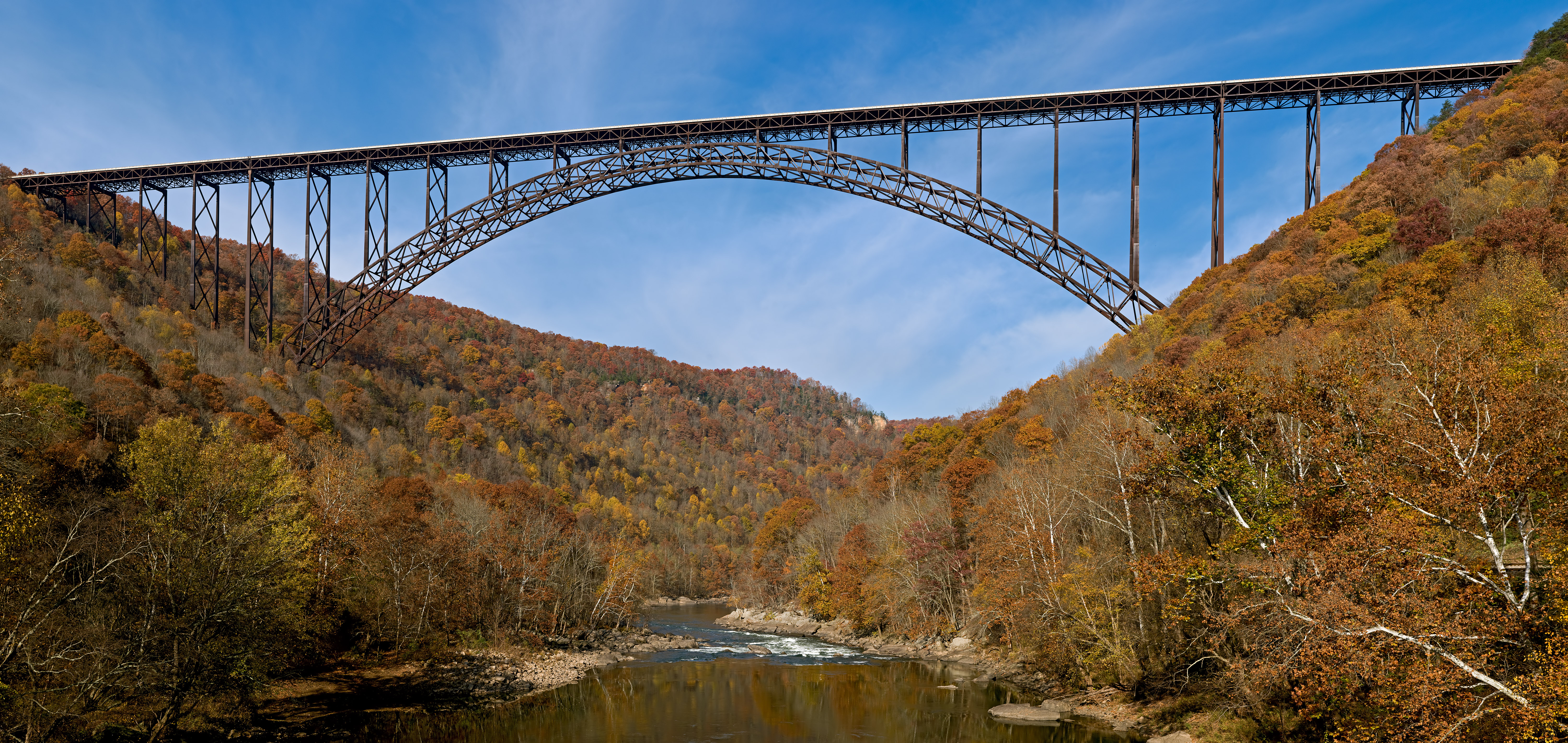
De brug gezien vanaf de Fayette Station Bridge
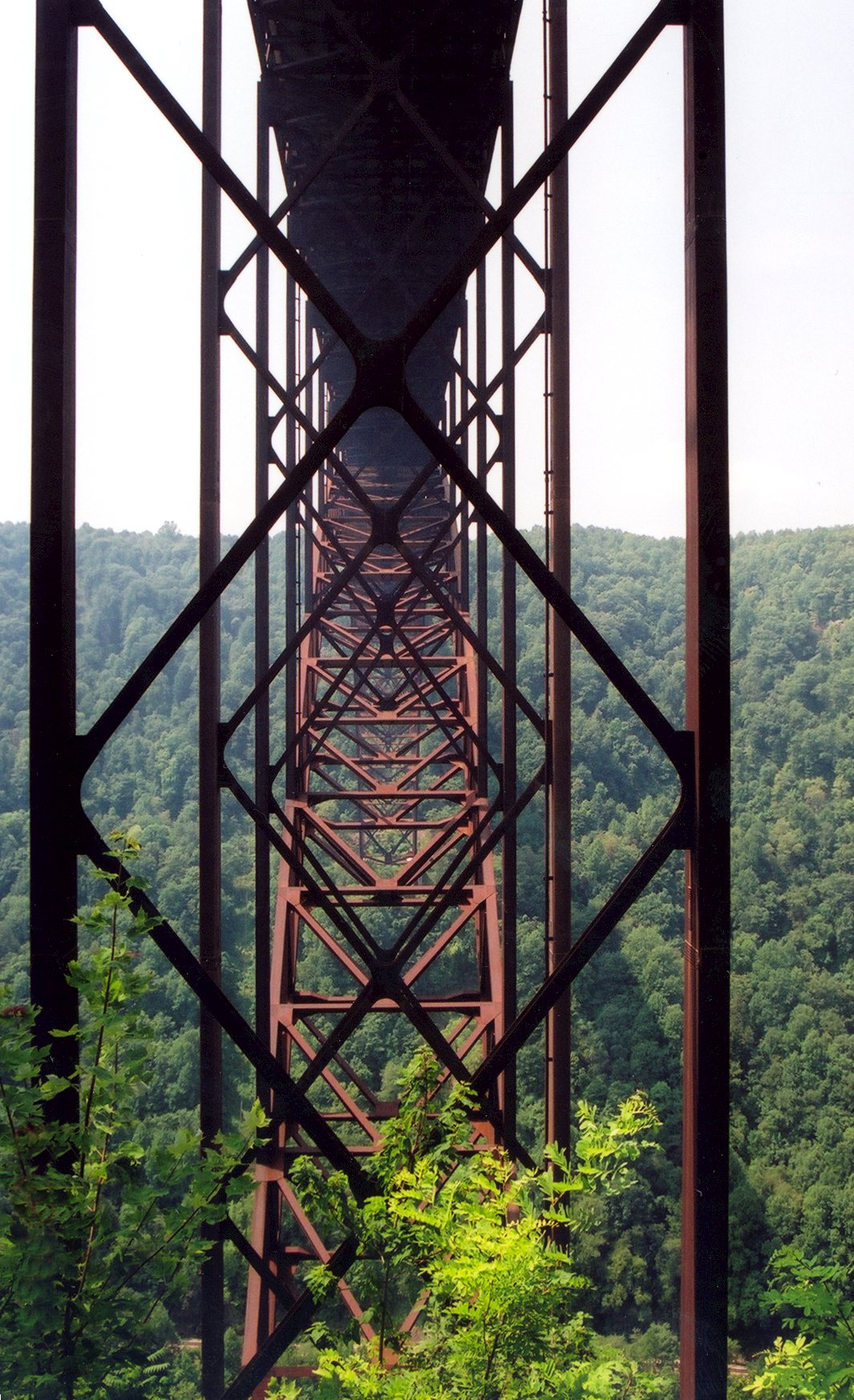
Close-up van de pijlers van de brug
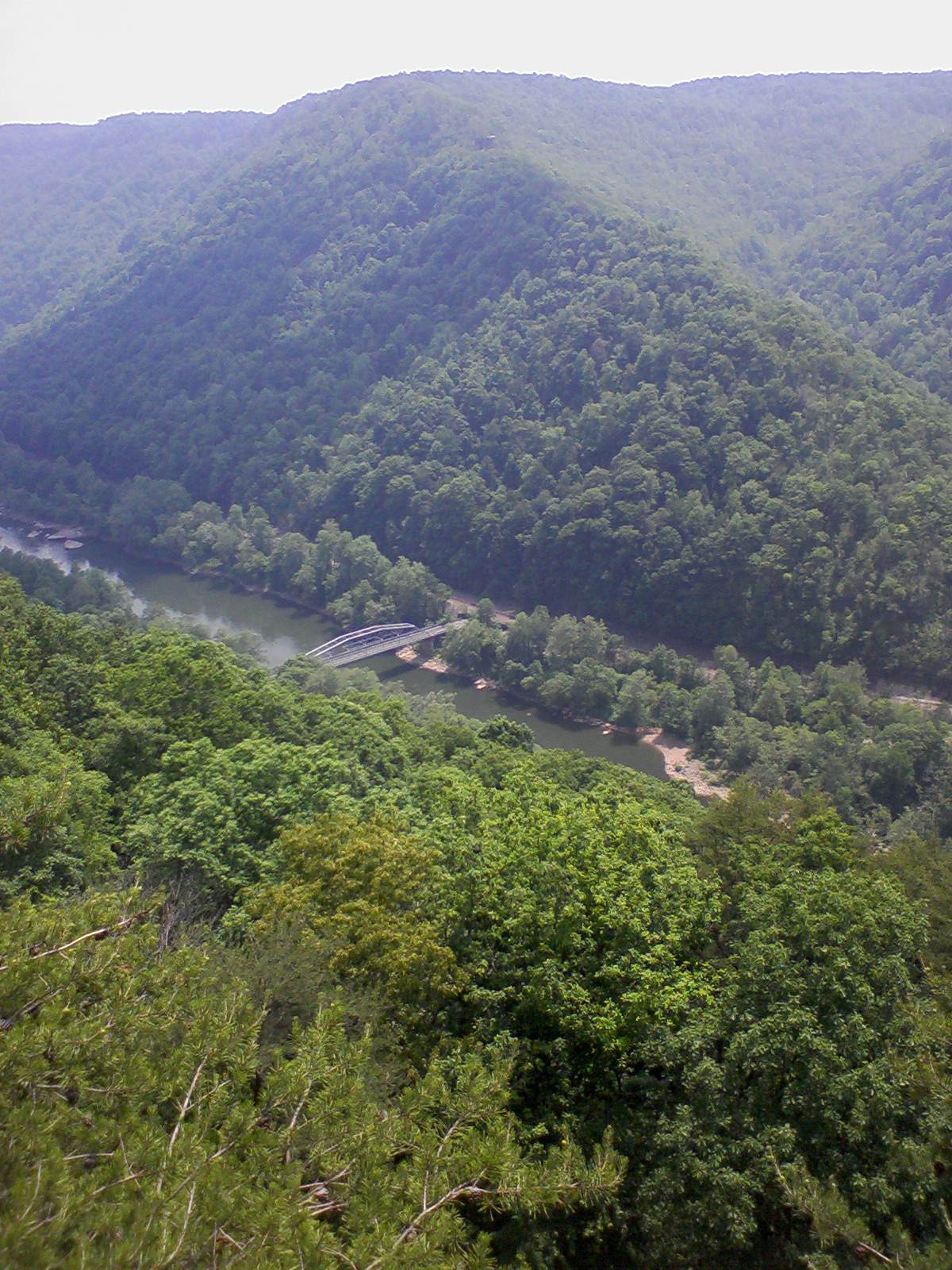
De oude New River Gorge Bridge die tot 1977 de belangrijkste verbinding over de rivier vormde